# Hollandia a 2016. évi nyári olimpiai játékokon
Hollandia a brazíliai Rio de Janeiróban megrendezett 2016. évi nyári olimpiai játékok egyik részt vevő nemzete volt. Az országot az olimpián 22 sportágban 237 sportoló képviselte, akik összesen 19 érmet szereztek.

## Érmesek
| Érem  | Versenyző | Sportág      | Versenyszám                  | Dátum         |
| ----- | --- | ------------ | ---------------------------- | ------------- |
| Arany | Maaike Head Ilse Paulis | Evezés       | Női könnyűsúlyú kétpárevezős | Augusztus 12. |
| Arany | Anna van der Breggen | Kerékpározás | Női egyéni mezőnyverseny     | Augusztus 7.  |
| Arany | Elis Ligtlee | Kerékpározás | Női keirin                   | Augusztus 13. |
| Arany | Sanne Wevers | Torna        | Női gerenda                  | Augusztus 15. |
| Arany | Ferry Weertman | Úszás        | Férfi 10 km nyílt vízi       | Augusztus 16. |
| Arany | Sharon van Rouwendaal | Úszás        | Női 10 km nyílt vízi         | Augusztus 15. |
| Arany | Dorian van Rijsselberghe | Vitorlázás   | Férfi szörfvitorlázás        | Augusztus 14. |
| Arany | Marit Bouwmeester | Vitorlázás   | Női laser radial             | Augusztus 16. |
| Ezüst | Dafne Schippers | Atlétika     | Női 200 m                    | Augusztus 17. |
| Ezüst | Chantal Achterberg Nicole Beukers Carline Bouw Inge Janssen | Evezés       | Női négypárevezős            | Augusztus 11. |
| Ezüst | Nemzeti válogatott Naomi van As Willemijn Bos Carlien Dirkse van den Heuvel Margot van Geffen Eva de Goede Ellen Hoog Kelly Jonker Marloes Keetels Laurien Leurink Caia van Maasakker Kitty van Male Maartje Paumen Joyce Sombroek Maria Verschoor Xan de Waard Lidewij Welten | Gyeplabda    | Női                          | Augusztus 19. |
| Ezüst | Jelle van Gorkom | Kerékpározás | Férfi BMX                    | Augusztus 19. |
| Ezüst | Tom Dumoulin | Kerékpározás | Férfi egyéni időfutam        | Augusztus 10. |
| Ezüst | Matthijs Büchli | Kerékpározás | Férfi keirin                 | Augusztus 16. |
| Ezüst | Nouchka Fontijn | Ökölvívás    | Női középsúly                | Augusztus 21. |
| Bronz | Anicka van Emden | Cselgáncs    | Női váltósúly                | Augusztus 9.  |
| Bronz | Kaj Hendriks Robert Lücken Boaz Meylink Boudewijn Röell Olivier Siegelaar Dirk Uittenboogaard Mechiel Versluis Peter Wiersum Tone Wieten | Evezés       | Férfi nyolcas                | Augusztus 13. |
| Bronz | Anna van der Breggen | Kerékpározás | Női egyéni időfutam          | Augusztus 10. |
| Bronz | Alexander Brouwer Robert Meeuwsen | Röplabda     | Férfi strandröplabda         | Augusztus 18. |

## Asztalitenisz
Női
| Versenyző                    | Versenyszám | Selejtező         | 64-es főtábla     | 48-as főtábla                                                    | 32-es főtábla                                            | Nyolcaddöntő                                                    | Negyeddöntő       | Elődöntő          | Döntő             | Helyezés |
| Versenyző                    | Versenyszám | Ellenfél Eredmény | Ellenfél Eredmény | Ellenfél Eredmény                                                | Ellenfél Eredmény                                        | Ellenfél Eredmény                                               | Ellenfél Eredmény | Ellenfél Eredmény | Ellenfél Eredmény | Helyezés |
| ---------------------------- | ----------- | ----------------- | ----------------- | ---------------------------------------------------------------- | -------------------------------------------------------- | --------------------------------------------------------------- | ----------------- | ----------------- | ----------------- | -------- |
| Jiao Li                      | Egyes       | erőnyerő          | erőnyerő          | Suthasini Sawettabut (THA) · 12–10, 11–8, 9–11, 11–7, 8–11, 11–5 | Jia Liu (AUT) · 11–7, 8–11, 13–15, 9–11, 5–11            | kiesett                                                         | kiesett           | kiesett           | kiesett           | 17.      |
| Jie Li                       | Egyes       | erőnyerő          | erőnyerő          | erőnyerő                                                         | Xue Li (FRA) · 11–8, 14–12, 8–11, 9–11, 7–11, 11–6, 8–11 | kiesett                                                         | kiesett           | kiesett           | kiesett           | 17.      |
| Britt Eerland Jiao Li Jie Li | Csapat      |                   |                   |                                                                  |                                                          | Ausztria (AUT) · Jia Liu · Sofia Polcanova · Qiangbing Li · 1–3 | kiesett           | kiesett           | kiesett           | 9.       |

## Atlétika
Férfi
| Versenyző                                                                | Versenyszám     | Selejtező | Selejtező | Selejtező | Előfutam | Előfutam | Előfutam | Elődöntő | Elődöntő | Elődöntő | Döntő   | Döntő    |
| Versenyző                                                                | Versenyszám     | Idő       | Hely.     | Össz.     | Idő      | Hely.    | Össz.    | Idő      | Hely.    | Össz.    | Idő     | Helyezés |
| ------------------------------------------------------------------------ | --------------- | --------- | --------- | --------- | -------- | -------- | -------- | -------- | -------- | -------- | ------- | -------- |
| Solomon Bockarie                                                         | 100 m           | kiemelt   | kiemelt   | kiemelt   | 10,36    | 5.*      | 48.**    | kiesett  | kiesett  | kiesett  | kiesett | kiesett  |
| Solomon Bockarie                                                         | 200 m           |           |           |           | 20,42    | 3.       | 25.**    | kiesett  | kiesett  | kiesett  | kiesett | kiesett  |
| Churandy Martina                                                         | 200 m           |           |           |           | 20,29    | 2.       | 17.*     | 20,10    | 2.       | 8.       | 20,13   | 5.       |
| Churandy Martina                                                         | 100 m           | kiemelt   | kiemelt   | kiemelt   | 10,22    | 5.       | 26.**    | kiesett  | kiesett  | kiesett  | kiesett | kiesett  |
| Liemarvin Bonevacia                                                      | 400 m           |           |           |           | 45,49    | 3.       | 16.      | 45,03    | 7.       | 15.      | kiesett | kiesett  |
| Abdi Nageeye                                                             | Maraton         |           |           |           |          |          |          |          |          |          | 2:13:01 | 11.      |
| Solomon Bockarie Hensley Paulina Liemarvin Bonevacia Giovanni Codrington | 4 × 100 m váltó |           |           |           | 38,53    | 8.       | 14.      |          |          |          | kiesett | kiesett  |

| Versenyző      | Versenyszám | Selejtező | Selejtező | Döntő    | Döntő    |
| Versenyző      | Versenyszám | Eredmény  | Helyezés  | Eredmény | Helyezés |
| -------------- | ----------- | --------- | --------- | -------- | -------- |
| Fabian Florant | Hármasugrás | 16,51 m   | 22.       | kiesett  | kiesett  |

| Versenyző          | Versenyszám | 100 m | 100 m | Távolugrás       | Távolugrás       | Súlylökés     | Súlylökés     | Magasugrás    | Magasugrás    | 400 m            | 400 m            | 110 m gát     | 110 m gát     | Diszkoszvetés | Diszkoszvetés | Rúdugrás      | Rúdugrás      | Gerelyhajítás | Gerelyhajítás | 1500 m        | 1500 m        | Végeredmény   | Végeredmény   |               |               |
| Versenyző          | Versenyszám | Idő   | Pont  | Eredmény         | Pont             | Eredmény      | Pont          | Eredmény      | Pont          | Idő              | Pont             | Idő           | Pont          | Eredmény      | Pont          | Eredmény      | Pont          | Eredmény      | Pont          | Idő           | Pont          | Pont          | Helyezés      |               |               |
| ------------------ | ----------- | ----- | ----- | ---------------- | ---------------- | ------------- | ------------- | ------------- | ------------- | ---------------- | ---------------- | ------------- | ------------- | ------------- | ------------- | ------------- | ------------- | ------------- | ------------- | ------------- | ------------- | ------------- | ------------- | ------------- | ------------- |
| Pieter Braun       | Tízpróba    | 11,03 | 854   | 755 cm           | 947              | 13,90 m       | 722           | 195 cm        | 758           | nem állt rajthoz | nem állt rajthoz | nem ért célba | nem ért célba | nem ért célba | nem ért célba | nem ért célba | nem ért célba | nem ért célba | nem ért célba | nem ért célba | nem ért célba | nem ért célba | nem ért célba |               |               |
| Eelco Sintnicolaas | Tízpróba    | 10,87 | 890   | nem állt rajthoz | nem állt rajthoz | nem ért célba | nem ért célba | nem ért célba | nem ért célba | nem ért célba    | nem ért célba    | nem ért célba | nem ért célba | nem ért célba | nem ért célba | nem ért célba | nem ért célba | nem ért célba | nem ért célba | nem ért célba | nem ért célba | nem ért célba | nem ért célba | nem ért célba | nem ért célba |

Női
| Versenyző                                                         | Versenyszám     | Selejtező | Selejtező | Selejtező | Előfutam | Előfutam | Előfutam | Elődöntő | Elődöntő | Elődöntő | Döntő    | Döntő    |
| Versenyző                                                         | Versenyszám     | Idő       | Hely.     | Össz.     | Idő      | Hely.    | Össz.    | Idő      | Hely.    | Össz.    | Idő      | Helyezés |
| ----------------------------------------------------------------- | --------------- | --------- | --------- | --------- | -------- | -------- | -------- | -------- | -------- | -------- | -------- | -------- |
| Dafne Schippers                                                   | 100 m           | kiemelt   | kiemelt   | kiemelt   | 11,16    | 1.       | 7.*      | 10,90    | 2.       | 3.***    | 10,90    | 5.       |
| Dafne Schippers                                                   | 200 m           |           |           |           | 22,51    | 1.       | 5.       | 21,96    | 1.       | 1.       | 21,88    |          |
| Jamile Samuel                                                     | 200 m           |           |           |           | 23,04    | 3.       | 32.      | kiesett  | kiesett  | kiesett  | kiesett  | kiesett  |
| Tessa van Schagen                                                 | 200 m           |           |           |           | 23,41    | 4.       | 50.*     | kiesett  | kiesett  | kiesett  | kiesett  | kiesett  |
| Sifan Hassan                                                      | 800 m           |           |           |           | 2:00,27  | 5.       | 21.      | kiesett  | kiesett  | kiesett  | kiesett  | kiesett  |
| Sifan Hassan                                                      | 1500 m          |           |           |           | 4:06,64  | 1.       | 5.       | 4:03,62  | 2.       | 2.       | 4:11,23  | 5.       |
| Maureen Koster                                                    | 1500 m          |           |           |           | 4:13,15  | 8.       | 32.      | kiesett  | kiesett  | kiesett  | kiesett  | kiesett  |
| Susan Kuijken                                                     | 5000 m          |           |           |           | 15:19,96 | 5.       | 11.      |          |          |          | 15:00,69 | 8.       |
| Susan Kuijken                                                     | 10 000 m        |           |           |           |          |          |          |          |          |          | 31:32,43 | 14.      |
| Jip Vastenburg                                                    | 10 000 m        |           |           |           |          |          |          |          |          |          | 32:08,92 | 28.      |
| Nadine Visser                                                     | 100 m gát       |           |           |           | 13,07    | 4.       | 29.      | kiesett  | kiesett  | kiesett  | kiesett  | kiesett  |
| Andrea Deelstra                                                   | Maraton         |           |           |           |          |          |          |          |          |          | 2:40:49  | 60.      |
| Jamile Samuel Dafne Schippers Tessa van Schagen Naomi Sedney      | 4 × 100 m váltó |           |           |           | 42,88    | 6.       | 10.      |          |          |          | kiesett  | kiesett  |
| Madiea Ghafoor Lisanne de Witte Nicky van Leuveren Laura de Witte | 4 × 400 m váltó |           |           |           | 3:26,98  | 6.       | 12.      |          |          |          | kiesett  | kiesett  |

| Versenyző         | Versenyszám | Selejtező | Selejtező | Döntő    | Döntő    |
| Versenyző         | Versenyszám | Eredmény  | Helyezés  | Eredmény | Helyezés |
| ----------------- | ----------- | --------- | --------- | -------- | -------- |
| Femke Pluim       | Rúdugrás    | 415 cm    | 29.****   | kiesett  | kiesett  |
| Melissa Boekelman | Súlylökés   | 17,69 m   | 15.       | kiesett  | kiesett  |

| Versenyző       | Versenyszám | 100 m gát | 100 m gát | Magasugrás | Magasugrás | Súlylökés | Súlylökés | 200 m | 200 m | Távolugrás | Távolugrás | Gerelyhajítás | Gerelyhajítás | 800 m   | 800 m | Végeredmény | Végeredmény |
| Versenyző       | Versenyszám | Idő       | Pont      | Eredmény   | Pont       | Eredmény  | Pont      | Idő   | Pont  | Eredmény   | Pont       | Eredmény      | Pont          | Idő     | Pont  | Pont        | Helyezés    |
| --------------- | ----------- | --------- | --------- | ---------- | ---------- | --------- | --------- | ----- | ----- | ---------- | ---------- | ------------- | ------------- | ------- | ----- | ----------- | ----------- |
| Nadine Broersen | Hétpróba    | 13,56     | 1041      | 177 cm     | 941        | 14,04 m   | 797       | 24,94 | 892   | 615 cm     | 896        | 50,80 m       | 876           | 2:17,55 | 857   | 6300        | 13.         |
| Anouk Vetter    | Hétpróba    | 13,47     | 1055      | 177 cm     | 941        | 14,78 m   | 846       | 23,93 | 987   | 610 cm     | 880        | 48,42 m       | 830           | 2:17,71 | 855   | 6394        | 10.         |
| Nadine Visser   | Hétpróba    | 13,02     | 1121      | 168 cm     | 830        | 12,84 m   | 717       | 24,34 | 948   | 635 cm     | 959        | 42,48 m       | 715           | 2:14,47 | 900   | 6190        | 19.         |

* - egy másik versenyzővel azonos eredményt ért el

** - két másik versenyzővel azonos eredményt ért el

*** - három másik versenyzővel azonos eredményt ért el

**** - négy másik versenyzővel azonos eredményt ért el

## Birkózás

### Női
Szabadfogású
| Versenyző       | Versenyszám | Selejtező         | Nyolcaddöntő              | Negyeddöntő       | Elődöntő          | Vigaszág első kör | Vigaszág elődöntő | Bronz- mérkőzés   | Döntő             | Helyezés |
| Versenyző       | Versenyszám | Ellenfél Eredmény | Ellenfél Eredmény         | Ellenfél Eredmény | Ellenfél Eredmény | Ellenfél Eredmény | Ellenfél Eredmény | Ellenfél Eredmény | Ellenfél Eredmény | Helyezés |
| --------------- | ----------- | ----------------- | ------------------------- | ----------------- | ----------------- | ----------------- | ----------------- | ----------------- | ----------------- | -------- |
| Jessica Blaszka | 48 kg       | erőnyerő          | Haley Augello (USA) · 0–7 | kiesett           | kiesett           | kiesett           | kiesett           | kiesett           | kiesett           | 15.      |

## Cselgáncs
Férfi
| Versenyző       | Versenyszám  | Selejtező         | 32-es főtábla                                      | Nyolcaddöntő                         | Negyeddöntő                     | Elődöntő          | Vigaszág elődöntő                  | Bronz- mérkőzés   | Döntő             | Helyezés |
| Versenyző       | Versenyszám  | Ellenfél Eredmény | Ellenfél Eredmény                                  | Ellenfél Eredmény                    | Ellenfél Eredmény               | Ellenfél Eredmény | Ellenfél Eredmény                  | Ellenfél Eredmény | Ellenfél Eredmény | Helyezés |
| --------------- | ------------ | ----------------- | -------------------------------------------------- | ------------------------------------ | ------------------------------- | ----------------- | ---------------------------------- | ----------------- | ----------------- | -------- |
| Jeroen Mooren   | Légsúly      | erőnyerő          | Beszlan Mudranov (RUS) · 000(1)–002(2)             | kiesett                              | kiesett                         | kiesett           |                                    |                   |                   | 17.      |
| Dex Elmont      | Könnyűsúly   | erőnyerő          | Mirali Sharipov (UZB) · 010(1)-000(1)              | Ungvári Miklós (HUN) · 000(1)–100(1) | kiesett                         | kiesett           |                                    |                   |                   | 9.       |
| Frank de Wit    | Váltósúly    | erőnyerő          | Ivaylo Ivanov (BUL) · 000(1)–110(2)                | kiesett                              | kiesett                         | kiesett           |                                    |                   |                   | 17.      |
| Noël van 't End | Középsúly    | erőnyerő          | Lkhagvasürengiin Otgonbaatar (MGL) · 000(1)–100(0) | kiesett                              | kiesett                         | kiesett           |                                    |                   |                   | 17.      |
| Henk Grol       | Félnehézsúly | erőnyerő          | Kyle Reyes (CAN) · 101(0)-000(1)                   | Cyrille Maret (FRA) · 000(1)–001(1)  | kiesett                         | kiesett           |                                    |                   |                   | 9.       |
| Roy Meyer       | Nehézsúly    |                   | Deo Gracia Ngokaba (CGO) · 100(0)-000(0)           | Kim Szongmin (KOR) · 101(2)-000(0)   | Or Sasson (ISR) · 000(0)–010(1) |                   | Rafael Silva (BRA) · 000(2)–000(1) | kiesett           |                   | 7.       |

Női
| Versenyző         | Versenyszám  | Selejtező                                 | Nyolcaddöntő                                  | Negyeddöntő                               | Elődöntő          | Vigaszág elődöntő                            | Bronz- mérkőzés                     | Döntő             | Helyezés |
| Versenyző         | Versenyszám  | Ellenfél Eredmény                         | Ellenfél Eredmény                             | Ellenfél Eredmény                         | Ellenfél Eredmény | Ellenfél Eredmény                            | Ellenfél Eredmény                   | Ellenfél Eredmény | Helyezés |
| ----------------- | ------------ | ----------------------------------------- | --------------------------------------------- | ----------------------------------------- | ----------------- | -------------------------------------------- | ----------------------------------- | ----------------- | -------- |
| Sanne Verhagen    | Könnyűsúly   | Hortence Diédhiou (SEN) · 100(0)-000(0)   | Dordzsszürengín Szumija (MGL) · 000(1)–000(0) | kiesett                                   | kiesett           |                                              |                                     |                   | 9.       |
| Anicka van Emden  | Váltósúly    | Jekatyerina Valkova (RUS) · 000(1)-000(3) | Alice Schlesinger (GBR) · 000(0)-000(1)       | Clarisse Agbegnenou (FRA) · 000(1)–101(1) |                   | Kathrin Unterwurzacher (AUT) · 001(2)-000(0) | Mariana Silva (BRA) · 001(1)-000(0) |                   |          |
| Kim Polling       | Középsúly    | erőnyerő                                  | Tacsimoto Haruka (JPN) · 001(0)–002(0)        | kiesett                                   | kiesett           |                                              |                                     |                   | 9.       |
| Marhinde Verkerk  | Félnehézsúly | erőnyerő                                  | Yalennis Castillo (CUB) · 000(2)–000(1)       | kiesett                                   | kiesett           |                                              |                                     |                   | 9.       |
| Tessie Savelkouls | Nehézsúly    | erőnyerő                                  | Svitlana Yaromka (UKR) · 101(0)-000(1)        | Jamabe Kanae (JPN) · 000(0)–101(1)        |                   | Kim Mindzsong (KOR) · 000(1)–102(2)          | kiesett                             |                   | 7.       |

## Evezés
Férfi
| Versenyző | Versenyszám                          | Előfutam | Előfutam | Vigaszág | Vigaszág | Elődöntő | Elődöntő | Elődöntő | Döntő | Döntő   | Döntő | Helyezés |
| Versenyző | Versenyszám                          | Idő      | Hely.    | Idő      | Hely.    | Idő      | Hely.    | Típus    | Típus | Idő     | Hely. | Helyezés |
| --- | ------------------------------------ | -------- | -------- | -------- | -------- | -------- | -------- | -------- | ----- | ------- | ----- | -------- |
| Roel Braas Mitchel Steenman | Kormányos nélküli kettes             | 7:22,93  | 4.       | 6:34,16  | 1.       | A/B      | 6:26,94  | 4.       | B     | 7:01,88 | 2.    | 8.       |
| Harold Langen Peter van Schie Vincent van der Want Govert Viergever                                                                                  | Kormányos nélküli négyes             | 6:00,55  | 3.       | erőnyerő | erőnyerő | A/B      | 6:21,04  | 3.       | A     | 6:08,38 | 5.    | 5.       |
| Joris Pijs Timothee Heijbrock Jort van Gennep Björn van den Ende                                                                                     | Könnyűsúlyú kormányos nélküli négyes | 6:07,88  | 3.       | erőnyerő | erőnyerő | A/B      | 6:12,87  | 5.       | B     | 6:37,28 | 5.    | 11.      |
| Dirk Uittenboogaard Boaz Meylink Kaj Hendriks Boudewijn Röell Olivier Siegelaar Tone Wieten Mechiel Versluis Robert Lücken Peter Wiersum (kormányos) | Nyolcas                              | 5:36,16  | 2.       | 5:52,95  | 2.       |          |          |          | A     | 5:31,59 | 3.    |          |

Női
| Versenyző | Versenyszám              | Előfutam | Előfutam | Vigaszág | Vigaszág | Elődöntő      | Elődöntő      | Elődöntő      | Döntő | Döntő   | Döntő | Helyezés |
| Versenyző | Versenyszám              | Idő      | Hely.    | Idő      | Hely.    | Típus         | Idő           | Hely.         | Típus | Idő     | Hely. | Helyezés |
| --- | ------------------------ | -------- | -------- | -------- | -------- | ------------- | ------------- | ------------- | ----- | ------- | ----- | -------- |
| Ilse Paulis Maaike Head | Könnyűsúlyú kétpárevezős | 6:57,28  | 1.       | erőnyerő | erőnyerő | A/B           | 7:13,93       | 1.            | A     | 7:04,73 | 1.    |          |
| Karien Robbers Aletta Jorritsma | Kormányos nélküli kettes | 7:23,10  | 5.       | 8:03,07  | 5.       | nem jutott be | nem jutott be | nem jutott be | C     | 8:23,61 | 1.    | 13.      |
| Chantal Achterberg Nicole Beukers Inge Janssen Carline Bouw                                                                                              | Négypárevezős            | 6:38,58  | 3.       | 6:24,61  | 1.       |               |               |               | A     | 6:50,33 | 2.    |          |
| Wianka van Dorp Claudia Belderbos Lies Rustenburg José van Veen Elisabeth Hogerwerf Sophie Souwer Monica Lanz Olivia van Rooijen Ae-Ri Noort (kormányos) | Nyolcas                  | 6:14,36  | 2.       | 6:35,96  | 4.       |               |               |               | A     | 6:08,37 | 6.    | 6.       |

## Golf
| Versenyző    | Versenyszám  | 1. forduló | 1. forduló | 2. forduló | 2. forduló | 3. forduló | 3. forduló | 4. forduló | 4. forduló | Összesen | Összesen | Összesen |
| Versenyző    | Versenyszám  | Pont       | Par        | Pont       | Par        | Pont       | Par        | Pont       | Par        | Pontszám | Par      | Helyezés |
| ------------ | ------------ | ---------- | ---------- | ---------- | ---------- | ---------- | ---------- | ---------- | ---------- | -------- | -------- | -------- |
| Joost Luiten | Férfi egyéni | 72         | +1         | 70         | −1         | 70         | −1         | 70         | −1         | 282      | −2       | 27.      |

## Gyeplabda

### Férfi
| Holland férfi gyeplabdacsapat-játékoskeret | Holland férfi gyeplabdacsapat-játékoskeret                                                                                                  |
| --- | --- |
| - Seve van Ass - Sander Baart - Billy Bakker - Jorrit Croon - Jeroen Hertzberger - Rogier Hofman - Robert van der Horst (C) - Robbert Kemperman | - Mirco Pruyser - Glenn Schuurman - Jaap Stockmann - Hidde Turkstra - Valentin Verga - Bob de Voogd - Mink van der Weerden - Sander de Wijn |

#### Eredmények
Csoportkör
B csoport
| Csapat            | M | Gy | D | V | G+ | G– | Gk  | P  |
| ----------------- | - | -- | - | - | -- | -- | --- | -- |
| Németország (GER) | 5 | 4  | 1 | 0 | 17 | 10 | +7  | 13 |
| Hollandia (NED)   | 5 | 3  | 1 | 1 | 18 | 6  | +12 | 10 |
| Argentína (ARG)   | 5 | 2  | 2 | 1 | 14 | 12 | +2  | 8  |
| India (IND)       | 5 | 2  | 1 | 2 | 9  | 9  | 0   | 7  |
| Írország (IRL)    | 5 | 1  | 0 | 4 | 10 | 16 | –6  | 3  |
| Kanada (CAN)      | 5 | 0  | 1 | 4 | 7  | 22 | –15 | 1  |

| 2016. augusztus 6. 10:00 (15:00) | Argentína (ARG)             | 3–3         | Hollandia (NED)                                     | Játékvezetők: Martin Madden (GBR) Adam Kearns (AUS) |
| 2016. augusztus 6. 10:00 (15:00) | Vila 29', 49' · Paredes 54' | Jegyzőkönyv | Hertzberger 18' · Van der Weerden 36' · Van Ass 43' | Játékvezetők: Martin Madden (GBR) Adam Kearns (AUS) |

| 2016. augusztus 7. 18:00 (23:00) | Hollandia (NED)                                                     | 5–0         | Írország (IRL) | Játékvezetők: Nathan Stagno (GBR) Tim Pullman (AUS) |
| 2016. augusztus 7. 18:00 (23:00) | van der Weerden 7', 40' · Croon 8' · Pruijser 42' · Hertzberger 60' | Jegyzőkönyv |                | Játékvezetők: Nathan Stagno (GBR) Tim Pullman (AUS) |

| 2016. augusztus 9. 13:30 (18:30) | Hollandia (NED)                                                                    | 7–0         | Kanada (CAN) |  |
| 2016. augusztus 9. 13:30 (18:30) | Van Ass 9' · Van der Weerden 25', 52', 60' · Hertzberger 29', 36' · Kempermann 58' | Jegyzőkönyv |              |  |

| 2016. augusztus 11. 10:00 (15:00) | Hollandia (NED)                  | 2–1         | India (IND)   | Játékvezetők: Murray Grime (AUS) Martin Madden (GBR) |
| 2016. augusztus 11. 10:00 (15:00) | Hofman 35' · Van der Weerden 54' | Jegyzőkönyv | Raghunáth 38' | Játékvezetők: Murray Grime (AUS) Martin Madden (GBR) |

| 2016. augusztus 12. 13:30 (18:30) | Németország (GER)        | 2–1         | Hollandia (NED) | Játékvezetők: Murray Grime (AUS) Marcelo Servetto (ESP) |
| 2016. augusztus 12. 13:30 (18:30) | Fuchs 7' · Grambusch 33' | Jegyzőkönyv | Van Ass 44'     | Játékvezetők: Murray Grime (AUS) Marcelo Servetto (ESP) |

Negyeddöntő
| 2016. augusztus 14. 18:00 (23:00) | Hollandia (NED)                                            | 4–0         | Ausztrália (AUS) | Játékvezetők: Christian Blasch (GER) Paco Vázquez (ESP) |
| 2016. augusztus 14. 18:00 (23:00) | Bakker 1' · De Voogd 28' · Verga 33' · Van der Weerden 49' | Jegyzőkönyv |                  | Játékvezetők: Christian Blasch (GER) Paco Vázquez (ESP) |

Elődöntő
| 2016. augusztus 16. 17:00 (22:00) | Belgium (BEL)                            | 3–1         | Hollandia (NED)     | Játékvezetők: Germán Montes de Oca (ARG) Murray Grime (AUS) |
| 2016. augusztus 16. 17:00 (22:00) | Truyens 25' · Dohmen 29' · van Aubel 46' | Jegyzőkönyv | van der Weerden 29' | Játékvezetők: Germán Montes de Oca (ARG) Murray Grime (AUS) |

Bronzmérkőzés
| 2016. augusztus 18. 12:00 (17:00) | Hollandia (NED)                              | 1–1         | Németország (GER)                 | Játékvezetők: Marcelo Servetto (ESP) Martin Madden (GBR) |
| 2016. augusztus 18. 12:00 (17:00) | Croon 35'                                    | Jegyzőkönyv | M. Grambusch 42'                  | Játékvezetők: Marcelo Servetto (ESP) Martin Madden (GBR) |
| 2016. augusztus 18. 12:00 (17:00) | Büntetőpárbaj:                               |             |                                   | Játékvezetők: Marcelo Servetto (ESP) Martin Madden (GBR) |
| 2016. augusztus 18. 12:00 (17:00) | Bakker Kemperman Hertzberger Van Ass De Wijn | 3–4         | Hauke M. Grambusch Herzbruch Butt | Játékvezetők: Marcelo Servetto (ESP) Martin Madden (GBR) |

| Csapat          | Helyezés |
| --------------- | -------- |
| Hollandia (NED) | 4.       |

### Női
| Holland női gyeplabdacsapat-játékoskeret | Holland női gyeplabdacsapat-játékoskeret |
| --- | --- |
| - Naomi van As - Willemijn Bos - Carlien Dirkse van den Heuvel - Margot van Geffen - Eva de Goede - Ellen Hoog - Kelly Jonker - Marloes Keetels | - Laurien Leurink - Caia van Maasakker - Kitty van Male - Maartje Paumen - Joyce Sombroek - Maria Verschoor - Xan de Waard - Lidewij Welten |

#### Eredmények
Csoportkör
A csoport
| Csapat              | M | Gy | D | V | G+ | G– | Gk  | P  |
| ------------------- | - | -- | - | - | -- | -- | --- | -- |
| Hollandia (NED)     | 5 | 4  | 1 | 0 | 13 | 1  | +12 | 13 |
| Új-Zéland (NZL)     | 5 | 3  | 1 | 1 | 11 | 5  | +6  | 10 |
| Németország (GER)   | 5 | 2  | 1 | 2 | 6  | 6  | 0   | 7  |
| Spanyolország (ESP) | 5 | 2  | 0 | 3 | 6  | 12 | –6  | 6  |
| Kína (CHN)          | 5 | 1  | 2 | 2 | 3  | 5  | –2  | 5  |
| Dél-Korea (KOR)     | 5 | 0  | 1 | 4 | 3  | 13 | –10 | 1  |

| 2016. augusztus 7. 12:30 (17:30) | Hollandia (NED)                                          | 5–0         | Spanyolország (ESP) | Játékvezetők: Amy Baxter (USA) Amber Church (NZL) |
| 2016. augusztus 7. 12:30 (17:30) | Welten 12' · Leurink 16' · Keetels 19' · Paumen 23', 49' | Jegyzőkönyv |                     | Játékvezetők: Amy Baxter (USA) Amber Church (NZL) |

| 2016. augusztus 8. 17:00 (22:00) | Hollandia (NED)                                 | 4–0         | Dél-Korea (KOR) | Játékvezetők: Kelly Hudson (NZL) Sarah Wilson (GBR) |
| 2016. augusztus 8. 17:00 (22:00) | Jonker 9', 30', 42' · Dirkse van den Heuvel 46' | Jegyzőkönyv |                 | Játékvezetők: Kelly Hudson (NZL) Sarah Wilson (GBR) |

| 2016. augusztus 10. 18:00 (23:00) | Kína (CHN) | 0–1         | Hollandia (NED) | Játékvezetők: Kelly Hudson (NZL) Carolina de la Fuente (ARG) |
| 2016. augusztus 10. 18:00 (23:00) |            | Jegyzőkönyv | Van Male 59'    | Játékvezetők: Kelly Hudson (NZL) Carolina de la Fuente (ARG) |

| 2016. augusztus 12. 11:00 (16:00) | Új-Zéland (NZL) | 1–1         | Hollandia (NED) | Játékvezetők: Carolina de la Fuente (ARG) Michelle Joubert (RSA) |
| 2016. augusztus 12. 11:00 (16:00) | Whitelock 59'   | Jegyzőkönyv | Paumen 28'      | Játékvezetők: Carolina de la Fuente (ARG) Michelle Joubert (RSA) |

| 2016. augusztus 13. 12:30 (17:30) | Hollandia (NED)            | 2–0         | Németország (GER) | Játékvezetők: Soledad Iparraguirre (ARG) Melissa Trivic (AUS) |
| 2016. augusztus 13. 12:30 (17:30) | De Waard 5' · Van Male 44' | Jegyzőkönyv |                   | Játékvezetők: Soledad Iparraguirre (ARG) Melissa Trivic (AUS) |

Negyeddöntő
| 2016. augusztus 15. 20:30 (1:30) | Hollandia (NED)                      | 3–2         | Argentína (ARG)           | Játékvezetők: Michelle Joubert (RSA) Laurine Delforge (BEL) |
| 2016. augusztus 15. 20:30 (1:30) | Welten 5' · Leurink 25' · Jonker 47' | Jegyzőkönyv | F. Habif 41' · Merino 53' | Játékvezetők: Michelle Joubert (RSA) Laurine Delforge (BEL) |

Elődöntő
| 2016. augusztus 13. 12:30 (17:30) | Hollandia (NED)            | 2–0         | Németország (GER) | Játékvezetők: Soledad Iparraguirre (ARG) Melissa Trivic (AUS) |
| 2016. augusztus 13. 12:30 (17:30) | De Waard 5' · Van Male 44' | Jegyzőkönyv |                   | Játékvezetők: Soledad Iparraguirre (ARG) Melissa Trivic (AUS) |

Döntő
| 2016. augusztus 19. 17:00 (22:00) | Hollandia (NED)                         | 3–3         | Nagy-Britannia (GBR)                          | Játékvezetők: Michelle Joubert (RSA) Laurine Delforge (BEL) |
| 2016. augusztus 19. 17:00 (22:00) | Van Male 16' · Paumen 25' · Leurink 37' | Jegyzőkönyv | Owsley 10' · Cullen 26' · White 52'           | Játékvezetők: Michelle Joubert (RSA) Laurine Delforge (BEL) |
| 2016. augusztus 19. 17:00 (22:00) | Büntetőpárbaj:                          |             |                                               | Játékvezetők: Michelle Joubert (RSA) Laurine Delforge (BEL) |
| 2016. augusztus 19. 17:00 (22:00) | Bos Hoog Leurink Van Geffen             | 0–2         | H. Richardson-Walsh Danson Bray Unsworth Webb | Játékvezetők: Michelle Joubert (RSA) Laurine Delforge (BEL) |

| Csapat          | Helyezés |
| --------------- | -------- |
| Hollandia (NED) |          |

## Íjászat
Férfi
| Versenyző                                          | Versenyszám | Selejtező | Selejtező | 64-es főtábla                     | 32-es főtábla               | Nyolcaddöntő                                                                                  | Negyeddöntő | Elődöntő                               | Döntő                                         | Helyezés |
| Versenyző                                          | Versenyszám | Pont      | Kiemelés  | Ellenfél Eredmény                 | Ellenfél Eredmény           | Ellenfél Eredmény                                                                             | Ellenfél Eredmény                                                                                              | Ellenfél Eredmény                      | Ellenfél Eredmény                             | Helyezés |
| -------------------------------------------------- | ----------- | --------- | --------- | --------------------------------- | --------------------------- | --------------------------------------------------------------------------------------------- | --- | -------------------------------------- | --------------------------------------------- | -------- |
| Mitch Dielemans                                    | Egyéni      | 634       | 58.       | Furukava Takaharu (JPN)(7.) · 1-7 | kiesett                     | kiesett                                                                                       | kiesett | kiesett                                | kiesett                                       | 33.      |
| Sjef van den Berg                                  | Egyéni      | 684       | 4.        | Arne Jensen (TGA)(61.) · 7-3      | Mete Gazoz (TUR)(29.) · 7-3 | Ricardo Soto (CHI)(13.) · 6-5                                                                 | I Szungjun (Lee Seung-yun) (KOR)(12.) · 6-4                                                                    | Jean-Charles Valladont (FRA)(8.) · 3-7 | Bronzmérkőzés · Brady Ellison (USA)(2.) · 2-6 | 4.       |
| Rick van der Ven                                   | Egyéni      | 663       | 27.       | Patrick Huston (GBR)(38.) · 4-6   | kiesett                     | kiesett                                                                                       | kiesett | kiesett                                | kiesett                                       | 33.      |
| Mitch Dielemans Sjef van den Berg Rick van der Ven | Csapat      | 1981      | 9.        |                                   |                             | Spanyolország (ESP) · Miguel Alvariño · Antonio Fernández · Juan Ignacio Rodríguez (8.) · 5–1 | Dél-Korea (KOR) · Ku Boncshan (Ku Bon-chan) · I Szungjun (Lee Seung-yun) · Kim Udzsin (Kim Woo-jin) (1.) · 0–6 | kiesett                                | kiesett                                       | 7.       |

## Kerékpározás

### BMX
| Versenyző         | Versenyszám | Selejtező | Selejtező | Negyeddöntő | Negyeddöntő | Elődöntő | Elődöntő | Döntő    | Döntő    | Helyezés |
| Versenyző         | Versenyszám | Idő       | Helyezés  | Pont        | Helyezés    | Pont     | Helyezés | Idő      | Helyezés | Helyezés |
| ----------------- | ----------- | --------- | --------- | ----------- | ----------- | -------- | -------- | -------- | -------- | -------- |
| Niek Kimmann      | Férfi       | 35,070    | 8.        | 14          | 4.          | 12       | 3.       | 36,579   | 7.       | 7.       |
| Twan van Gendt    | Férfi       | 34,933    | 6.        | 10          | 3.          | 14       | 5.       | kiesett  | kiesett  | 10.      |
| Jelle van Gorkom  | Férfi       | 35,413    | 17.       | 6           | 1.          | 11       | 2.       | 35,316   | 2.       |          |
| Merle van Benthem | Női         | 35,644    | 9.        |             |             | 21       | 8.       | kiesett  | kiesett  | 15.      |
| Laura Smulders    | Női         | 35,114    | 3.        |             |             | 4        | 1.       | 1:52,235 | 7.       | 7.       |

### Hegyi-kerékpározás
| Versenyző      | Versenyszám        | Idő           | Helyezés      |
| -------------- | ------------------ | ------------- | ------------- |
| Rudi van Houts | Férfi terepverseny | nem ért célba | nem ért célba |
| Anne Terpstra  | Női terepverseny   | 1:36:33       | 15.           |

### Országúti kerékpározás
Férfi
| Versenyző         | Versenyszám   | Idő              | Helyezés      |
| ----------------- | ------------- | ---------------- | ------------- |
| Steven Kruijswijk | Mezőnyverseny | 6:22:23 (+12:18) | 39.           |
| Bauke Mollema     | Mezőnyverseny | 6:13:36 (+3:31)  | 17.           |
| Wout Poels        | Mezőnyverseny | nem ért célba    | nem ért célba |
| Tom Dumoulin      | Mezőnyverseny | nem ért célba    | nem ért célba |
| Tom Dumoulin      | Időfutam      | 1:13:02,83       |               |

Női
| Versenyző            | Versenyszám   | Idő             | Helyezés      |
| -------------------- | ------------- | --------------- | ------------- |
| Annemiek van Vleuten | Mezőnyverseny | nem ért célba   | nem ért célba |
| Marianne Vos         | Mezőnyverseny | 3:52:41 (+1:14) | 9.            |
| Anna van der Breggen | Mezőnyverseny | 3:51:27         |               |
| Anna van der Breggen | Időfutam      | 44:37,80        |               |
| Ellen van Dijk       | Időfutam      | 44:48,74        | 4.            |
| Ellen van Dijk       | Mezőnyverseny | 3:56:34 (+5:07) | 21.           |

### Pálya-kerékpározás
Sprintversenyek
| Versenyző                                                         | Versenyszám  | Selejtező | Selejtező | 1. forduló                                  | Vigaszág                                          | Vigaszág | 2. forduló                        | Vigaszág                                                 | Vigaszág | 9–12. helyért                                                            | 9–12. helyért | Negyeddöntő                                                                    | 5–8. helyért           | 5–8. helyért | Elődöntő                           | Döntő                                                | Helyezés |
| Versenyző                                                         | Versenyszám  | Idő       | Hely.     | Ellenfél Győztes idő                        | Ellenfelek Győztes idő                            | Hely.    | Ellenfél Győztes idő              | Ellenfelek Győztes idő                                   | Hely.    | Ellenfelek Győztes idő                                                   | Hely.         | Ellenfél Győztes idő                                                           | Ellenfelek Győztes idő | Hely.        | Ellenfél Győztes idő               | Ellenfél Győztes idő                                 | Helyezés |
| ----------------------------------------------------------------- | ------------ | --------- | --------- | ------------------------------------------- | ------------------------------------------------- | -------- | --------------------------------- | -------------------------------------------------------- | -------- | ------------------------------------------------------------------------ | ------------- | ------------------------------------------------------------------------------ | ---------------------- | ------------ | ---------------------------------- | ---------------------------------------------------- | -------- |
| Theo Bos                                                          | Férfi egyéni | 10,140    | 21.       | kiesett                                     | kiesett                                           | kiesett  | kiesett                           | kiesett                                                  | kiesett  | kiesett                                                                  | kiesett       | kiesett                                                                        | kiesett                | kiesett      | kiesett                            | kiesett                                              | 21.      |
| Jeffrey Hoogland                                                  | Férfi egyéni | 9,837     | 8.        | François Pervis (FRA) · 10,181              |                                                   |          | Grégory Baugé (FRA) · 10,103      | Patrick Constable (AUS) · Maximilian Levy (GER) · 10,456 | 3.       | Maximilian Levy (GER) · Fabián Puerta (COL) · Sam Webster (NZL) · 10,275 | 3.            |                                                                                |                        |              |                                    |                                                      | 11.      |
| Elis Ligtlee                                                      | Női egyéni   | 10,803    | 4.        | Kung Csin-csie (Gong Jinjie) (CHN) · 11,425 |                                                   |          | Simona Krupeckaitė (LTU) · 11,360 |                                                          |          |                                                                          |               | Anasztaszija Vojnova (RUS) · 11,405; 11,391                                    |                        |              | Becky James (GBR) · 11,246; 10,970 | Bronzmérkőzés · Katy Marchant (GBR) · 11,237; 11,424 | 4.       |
| Laurine van Riessen                                               | Női egyéni   | 11,023    | 13.       | Kristina Vogel (GER) · 11,279               | Anna Meares (AUS) · Volha Panarina (AZE) · 11,716 | 3.       | kiesett                           | kiesett                                                  | kiesett  | kiesett                                                                  | kiesett       | kiesett                                                                        | kiesett                | kiesett      | kiesett                            | kiesett                                              | 15.      |
| Theo Bos Matthijs Büchli Nils van 't Hoenderdaal Jeffrey Hoogland | Férfi csapat | 43,688    | 6.        |                                             |                                                   |          |                                   |                                                          |          |                                                                          |               | Ausztrália (AUS) · Patrick Constable · Matthew Glaetzer · Nathan Hart · 43,166 |                        |              |                                    | kiesett                                              | 6.       |
| Elis Ligtlee Laurine van Riessen                                  | Női csapat   | 33,189    | 5.        |                                             |                                                   |          |                                   |                                                          |          |                                                                          |               | Ausztrália (AUS) · Anna Meares · Stephanie Morton · 32,636                     |                        |              |                                    | kiesett                                              | 5.       |

Üldözőversenyek
| Versenyző                                                        | Versenyszám  | Selejtező     | Selejtező     | Elődöntő     | Elődöntő  | Elődöntő | Döntő        | Döntő     | Döntő    |
| Versenyző                                                        | Versenyszám  | Idő           | Hely.         | Ellenfél Idő | Saját idő | Hely.    | Ellenfél Idő | Saját idő | Helyezés |
| ---------------------------------------------------------------- | ------------ | ------------- | ------------- | ------------ | --------- | -------- | ------------ | --------- | -------- |
| Joost van der Burg Jan-Willem van Schip Wim Stroetinga Tim Veldt | Férfi csapat | nem ért célba | nem ért célba | kiesett      | kiesett   | kiesett  | kiesett      | kiesett   | kiesett  |

Keirin
| Versenyző           | Versenyszám | 1. forduló | Vigaszág | 2. forduló | 7–12. helyért | Döntő    | Helyezés |
| Versenyző           | Versenyszám | Helyezés   | Helyezés | Helyezés   | Helyezés      | Helyezés | Helyezés |
| ------------------- | ----------- | ---------- | -------- | ---------- | ------------- | -------- | -------- |
| Theo Bos            | Férfi       | 3.         | 3.       | kiesett    | kiesett       | kiesett  | 17.      |
| Matthijs Büchli     | Férfi       | 2.         | erőnyerő | 2.         |               | 2.       |          |
| Elis Ligtlee        | Női         | 1.         | erőnyerő | 2.         |               | 1.       |          |
| Laurine van Riessen | Női         | 4.         | 1.       | 4.         | 3.            |          | 9.       |

Omnium
| Versenyző | Versenyszám | 15 km-es scratch | 15 km-es scratch | 4 km-es egyéni üldözőverseny | 4 km-es egyéni üldözőverseny | 4 km-es egyéni üldözőverseny | Kieséses verseny | Kieséses verseny | 1000 m-es időfutam | 1000 m-es időfutam | 1000 m-es időfutam | 250 méter repülő rajt | 250 méter repülő rajt | 250 méter repülő rajt | 30 km-es pontverseny | 30 km-es pontverseny | Összesítés | Összesítés |
| Versenyző | Versenyszám | Pont             | Hely.            | Idő                          | Pont                         | Hely.                        | Pont             | Hely.            | Idő                | Pont               | Hely.              | Idő                   | Pont                  | Hely.                 | Pont                 | Hely.                | Pont       | Helyezés   |
| --------- | ----------- | ---------------- | ---------------- | ---------------------------- | ---------------------------- | ---------------------------- | ---------------- | ---------------- | ------------------ | ------------------ | ------------------ | --------------------- | --------------------- | --------------------- | -------------------- | -------------------- | ---------- | ---------- |
| Tim Veldt | Férfi       | 10               | 16.              | 4:22,856                     | 28                           | 7.                           | 10               | 16.              | 1:03,464           | 28                 | 7.                 | 13,170                | 28                    | 7.                    | 7                    | 7.                   | 111        | 9.         |

| Versenyző    | Versenyszám | 10 km-es scratch | 10 km-es scratch | 3 km-es egyéni üldözőverseny | 3 km-es egyéni üldözőverseny | 3 km-es egyéni üldözőverseny | Kieséses verseny | Kieséses verseny | 500 m-es időfutam | 500 m-es időfutam | 500 m-es időfutam | 250 méter repülő rajt | 250 méter repülő rajt | 250 méter repülő rajt | 20 km-es pontverseny | 20 km-es pontverseny | Összesítés | Összesítés |
| Versenyző    | Versenyszám | Pont             | Hely.            | Idő                          | Pont                         | Hely.                        | Pont             | Hely.            | Idő               | Pont              | Hely.             | Idő                   | Pont                  | Hely.                 | Pont                 | Hely.                | Pont       | Helyezés   |
| ------------ | ----------- | ---------------- | ---------------- | ---------------------------- | ---------------------------- | ---------------------------- | ---------------- | ---------------- | ----------------- | ----------------- | ----------------- | --------------------- | --------------------- | --------------------- | -------------------- | -------------------- | ---------- | ---------- |
| Kirsten Wild | Női         | 24               | 9.               | 3:31,941                     | 32                           | 5.                           | 34               | 4.               | 36,562            | 16                | 13.               | 14,023                | 34                    | 4.                    | 43                   | 5.                   | 183        | 6.         |

## Kézilabda

### Női
| Holland női kézilabdacsapat-játékoskeret                                                                              | Holland női kézilabdacsapat-játékoskeret                                                                                     |
| --- | --- |
| - Lois Abbingh - Yvette Broch - Kelly Dulfer - Michelle Goos - Nycke Groot - Laura van der Heijden - Jasmina Janković | - Jurswailly Luciano - Angela Malestein - Sanne van Olphen - Estavana Polman - Martine Smeets - Danick Snelder - Tess Wester |

#### Eredmények
Csoportkör
B csoport
| Hely. | Csapat              | M | Gy | D | V | G+  | G–  | Gk  | P  | Továbbjutás |
| ----- | ------------------- | - | -- | - | - | --- | --- | --- | -- | ----------- |
| 1.    | Oroszország (RUS)   | 5 | 5  | 0 | 0 | 165 | 147 | +18 | 10 | Negyeddöntő |
| 2.    | Franciaország (FRA) | 5 | 4  | 0 | 1 | 118 | 93  | +25 | 8  | Negyeddöntő |
| 3.    | Svédország (SWE)    | 5 | 2  | 1 | 2 | 150 | 141 | +9  | 5  | Negyeddöntő |
| 4.    | Hollandia (NED)     | 5 | 1  | 2 | 2 | 135 | 135 | 0   | 4  | Negyeddöntő |
| 5.    | Dél-Korea (KOR)     | 5 | 1  | 1 | 3 | 130 | 136 | −6  | 3  |             |
| 6.    | Argentína (ARG)     | 5 | 0  | 0 | 5 | 101 | 147 | −46 | 0  |             |

| 2016. augusztus 6. 11:30 (16:30) | Hollandia (NED) | 14–18       | Franciaország (FRA) | Future Arena, Rio de Janeiro Játékvezetők: Røen, Arntsen (NOR) |
| 2016. augusztus 6. 11:30 (16:30) | három játékos 3 | (6–10)      | Lacrabère, Pineau 5 | Future Arena, Rio de Janeiro Játékvezetők: Røen, Arntsen (NOR) |
| 2016. augusztus 6. 11:30 (16:30) | 5× 3×           | Jegyzőkönyv | 3× 3×               | Future Arena, Rio de Janeiro Játékvezetők: Røen, Arntsen (NOR) |

| 2016. augusztus 8. 19:50 (00:50) | Argentína (ARG) | 18–26       | Hollandia (NED) | Future Arena, Rio de Janeiro Játékvezetők: Mousaviyan, Kolahdouzan (IRI) |
| 2016. augusztus 8. 19:50 (00:50) | Mendoza 3       | (9–13)      | Polman 6        | Future Arena, Rio de Janeiro Játékvezetők: Mousaviyan, Kolahdouzan (IRI) |
| 2016. augusztus 8. 19:50 (00:50) | 6× 1×           | Jegyzőkönyv | 5× 3×           | Future Arena, Rio de Janeiro Játékvezetők: Mousaviyan, Kolahdouzan (IRI) |

| 2016. augusztus 10. 19:50 (00:50) | Hollandia (NED) | 32–32       | Dél-Korea (KOR) | Future Arena, Rio de Janeiro Játékvezetők: Lopéz, Ramírez (ESP) |
| 2016. augusztus 10. 19:50 (00:50) | Broch, Groot 7  | (18–17)     | Kvon (Gwon) 11  | Future Arena, Rio de Janeiro Játékvezetők: Lopéz, Ramírez (ESP) |
| 2016. augusztus 10. 19:50 (00:50) | 5× 3×           | Jegyzőkönyv | 3× 4×           | Future Arena, Rio de Janeiro Játékvezetők: Lopéz, Ramírez (ESP) |

| 2016. augusztus 12. 11:30 (16:30) | Svédország (SWE) | 29–29       | Hollandia (NED) | Future Arena, Rio de Janeiro Játékvezetők: Alpaidze, Berezkina (RUS) |
| 2016. augusztus 12. 11:30 (16:30) | Hagman 14        | (16–13)     | Malestein 5     | Future Arena, Rio de Janeiro Játékvezetők: Alpaidze, Berezkina (RUS) |
| 2016. augusztus 12. 11:30 (16:30) | 3× 3×            | Jegyzőkönyv | 1× 2×           | Future Arena, Rio de Janeiro Játékvezetők: Alpaidze, Berezkina (RUS) |

| 2016. augusztus 14. 14:40 (19:40) | Hollandia (NED) | 34–38       | Oroszország (RUS) | Future Arena, Rio de Janeiro Játékvezetők: Lah, Sok (SLO) |
| 2016. augusztus 14. 14:40 (19:40) | Polman 12       | (16–17)     | Iljina 8          | Future Arena, Rio de Janeiro Játékvezetők: Lah, Sok (SLO) |
| 2016. augusztus 14. 14:40 (19:40) | 6× 3×           | Jegyzőkönyv | 4× 2×             | Future Arena, Rio de Janeiro Játékvezetők: Lah, Sok (SLO) |

Negyeddöntő
| 2016. augusztus 16. 10:00 (15:00) | Brazília (BRA) | 23–32       | Hollandia (NED) | Future Arena, Rio de Janeiro Játékvezetők: Arntsen, Røen (NOR) |
| 2016. augusztus 16. 10:00 (15:00) | da Silva 7     | (11–12)     | Polman 7        | Future Arena, Rio de Janeiro Játékvezetők: Arntsen, Røen (NOR) |
| 2016. augusztus 16. 10:00 (15:00) | 6× 4×          | Jegyzőkönyv | 2× 3×           | Future Arena, Rio de Janeiro Játékvezetők: Arntsen, Røen (NOR) |

Elődöntő
| 2016. augusztus 18. 15:30 (20:30) | Hollandia (NED)   | 23–24       | Franciaország (FRA) | Future Arena, Rio de Janeiro Játékvezetők: Koo, Lee (KOR) |
| 2016. augusztus 18. 15:30 (20:30) | van der Heijden 8 | (13–17)     | Pineau 7            | Future Arena, Rio de Janeiro Játékvezetők: Koo, Lee (KOR) |
| 2016. augusztus 18. 15:30 (20:30) | 2× 3×             | Jegyzőkönyv | 3× 2×               | Future Arena, Rio de Janeiro Játékvezetők: Koo, Lee (KOR) |

Bronzmérkőzés
| 2016. augusztus 20. 11:30 (16:30) | Hollandia (NED) | 26–36       | Norvégia (NOR) | Future Arena, Rio de Janeiro Játékvezetők: Bonaventura, Bonaventura (FRA) |
| 2016. augusztus 20. 11:30 (16:30) | Groot 6         | (13–19)     | Mørk 7         | Future Arena, Rio de Janeiro Játékvezetők: Bonaventura, Bonaventura (FRA) |
| 2016. augusztus 20. 11:30 (16:30) | 3×              | Jegyzőkönyv | 1× 1×          | Future Arena, Rio de Janeiro Játékvezetők: Bonaventura, Bonaventura (FRA) |

| Csapat          | Helyezés |
| --------------- | -------- |
| Hollandia (NED) | 4.       |

## Lovaglás
Kvalifikáció
Az ország versenyzői 2014 augusztusában a Caen-ban megrendezett lovas világjátékokon bronzérmet szereztek a díjlovaglás csapatversenyén, ezzel az eredménnyel Hollandia színeiben egy teljes díjlovaglócsapat szerzett kvótát az olimpiai játékokra. Ennek köszönhetően Hollandia – Németország és Nagy-Britannia mellett – egyike lett annak a három nemzetnek, amelynek elsőként sikerült kvalifikálnia magát a 2016-os játékokra. Ugyanezen az eseményen, a lovastusa csapatszámában a holland sportolók bronzérmet szereztek, így az ország lovastusacsapata is kvótát szerzett az olimpiára.
Díjlovaglás
| Versenyző                                                                   | Ló                             | Versenyszám | 1. kör        | 1. kör        | 2. kör  | 2. kör  | Döntő   | Döntő   | Végeredmény | Végeredmény |
| Versenyző                                                                   | Ló                             | Versenyszám | Pont          | Hely.         | Pont    | Hely.   | Pont    | Hely.   | Pont        | Helyezés    |
| --------------------------------------------------------------------------- | ------------------------------ | ----------- | ------------- | ------------- | ------- | ------- | ------- | ------- | ----------- | ----------- |
| Adelinde Cornelissen                                                        | Parzival                       | Egyéni      | nem ért célba | nem ért célba | kiesett | kiesett | kiesett | kiesett | kiesett     | kiesett     |
| Edward Gal                                                                  | Voice                          | Egyéni      | 75,271        | 16.           | 73,655  | 20.     | kiesett | kiesett | kiesett     | kiesett     |
| Hans Peter Minderhoud                                                       | Johnson                        | Egyéni      | 76,957        | 9.            | 75,224  | 13.     | 80,571  | 9.      | 80,571      | 9.          |
| Diederik van Silfhout                                                       | Arlando                        | Egyéni      | 75,900        | 13.           | 76,092  | 11.     | 79,535  | 11.     | 79,535      | 11.         |
| Adelinde Cornelissen Edward Gal Hans Peter Minderhoud Diederik van Silfhout | Parzival Voice Johnson Arlando | Csapat      | 76,043        | 4.            | 74,991  | 4.      |         |         | 75,517      | 4.          |

Díjugratás
| Versenyző                                                            | Ló                                | Versenyszám | Selejtező | Selejtező | Selejtező | Selejtező | Selejtező | Selejtező | Selejtező | Selejtező | Döntő   | Döntő   | Döntő         | Végeredmény   | Végeredmény |
| Versenyző                                                            | Ló                                | Versenyszám | 1. kör    | 1. kör    | 2. kör    | 2. kör    | 2. kör    | 3. kör    | 3. kör    | 3. kör    | 1. kör  | 1. kör  | 2. kör        | Végeredmény   | Végeredmény |
| Versenyző                                                            | Ló                                | Versenyszám | Bünt.     | Hely.     | Bünt.     | Össz.     | Hely.     | Bünt.     | Össz.     | Hely.     | Bünt.   | Hely.   | Bünt.         | Bünt.         | Helyezés    |
| -------------------------------------------------------------------- | --------------------------------- | ----------- | --------- | --------- | --------- | --------- | --------- | --------- | --------- | --------- | ------- | ------- | ------------- | ------------- | ----------- |
| Jeroen Dubbeldam                                                     | Zenith                            | Egyéni      | 4         | 27.       | 0         | 4         | 15.       | 5         | 9         | 23.       | 0       | 1.      | 1             | 1             | 7.          |
| Harrie Smolders                                                      | Emerald                           | Egyéni      | 0         | 1.        | 0         | 0         | 1.        | 12        | 12        | 31.       | 4       | 16.     | nem ért célba | nem ért célba | 27.         |
| Maikel van der Vleuten                                               | Verdi                             | Egyéni      | 0         | 1.        | 0         | 0         | 1.        | 1         | 1         | 2.        | 4       | 16.     | 5             | 9             | 20.         |
| Jur Vrieling                                                         | Zirocco Blue                      | Egyéni      | kizárták  | kizárták  | kiesett   | kiesett   | kiesett   | kiesett   | kiesett   | kiesett   | kiesett | kiesett | kiesett       | kiesett       | kiesett     |
| Jeroen Dubbeldam Harrie Smolders Maikel van der Vleuten Jur Vrieling | Zenith Emerald Verdi Zirocco Blue | Csapat      |           |           |           |           |           |           |           |           | 0       | 1.      | 18            | 18            | 7.          |

Lovastusa
| Versenyző                                                  | Ló                                       | Versenyszám | Díjlovaglás | Díjlovaglás | Tereplovaglás | Tereplovaglás | Tereplovaglás | Díjugratás | Díjugratás  | Díjugratás | Díjugratás | Végeredmény | Végeredmény |
| Versenyző                                                  | Ló                                       | Versenyszám | Díjlovaglás | Díjlovaglás | Tereplovaglás | Tereplovaglás | Tereplovaglás | Selejtező  | Selejtező   | Selejtező  | Döntő      | Végeredmény | Végeredmény |
| Versenyző                                                  | Ló                                       | Versenyszám | Bünt.       | Hely.       | Bünt.         | Bünt. össz.   | Hely.         | Bünt.      | Bünt. össz. | Hely.      | Bünt.      | Bünt.       | Helyezés    |
| ---------------------------------------------------------- | ---------------------------------------- | ----------- | ----------- | ----------- | ------------- | ------------- | ------------- | ---------- | ----------- | ---------- | ---------- | ----------- | ----------- |
| Merel Blom                                                 | Rumour Has It                            | Egyéni      | 54,4        | 53.         | 12,0          | 66,4          | 20.           | 2,0        | 68,4        | 19.        | 8,0        | 76,4        | 19.         |
| Tim Lips                                                   | Bayro                                    | Egyéni      | 46,0        | 20.         | 28,0          | 74,0          | 25.           | 8,0        | 82,0        | 23.        | 0,0        | 82,0        | 21.         |
| Alice Naber-Lozeman                                        | Peter Parker                             | Egyéni      | 46,2        | 21.         | 52,0          | 98,2          | 32.           | 4,0        | 102,2       | 32.        | kiesett    | 102,2       | 32.         |
| Theo van de Vendel                                         | Zindane                                  | Egyéni      | 65,7        | 64.         | nem ért célba | nem ért célba | nem ért célba | kiesett    | kiesett     | kiesett    | kiesett    | kiesett     | kiesett     |
| Merel Blom Tim Lips Alice Naber-Lozeman Theo van de Vendel | Rumour Has It Bayro Peter Parker Zindane | Csapat      | 146,6       | 11.         | 92,0          | 238,6         | 5.            |            |             |            | 14,0       | 252,6       | 6.          |

## Műugrás
Női
| Versenyző     | Versenyszám    | Selejtező | Selejtező | Elődöntő | Elődöntő | Döntő   | Döntő    |
| Versenyző     | Versenyszám    | Pont      | Helyezés  | Pont     | Helyezés | Pont    | Helyezés |
| ------------- | -------------- | --------- | --------- | -------- | -------- | ------- | -------- |
| Uschi Freitag | Egyéni műugrás | 317,10    | 11.       | 298,95   | 14.      | kiesett | kiesett  |

## Ökölvívás
Férfi
| Versenyző        | Versenyszám  | Selejtező                     | Nyolcaddöntő                           | Negyeddöntő       | Elődöntő          | Döntő             | Helyezés |
| Versenyző        | Versenyszám  | Ellenfél Eredmény             | Ellenfél Eredmény                      | Ellenfél Eredmény | Ellenfél Eredmény | Ellenfél Eredmény | Helyezés |
| ---------------- | ------------ | ----------------------------- | -------------------------------------- | ----------------- | ----------------- | ----------------- | -------- |
| Enrico Lacruz    | Könnyűsúly   | Lai Chu-En (TPE) · 2-1        | Dorjnyambuugiin Otgondalai (MGL) · 1-2 | kiesett           | kiesett           | kiesett           | 9.       |
| Peter Müllenberg | Félnehézsúly | Ehszán Rouzbahani (IRI) · 3-0 | Teymur Məmmədov (AZE) · 0-3            | kiesett           | kiesett           | kiesett           | 9.       |

Női
| Versenyző       | Versenyszám | Selejtező         | Negyeddöntő                   | Elődöntő                       | Döntő                        | Helyezés |
| Versenyző       | Versenyszám | Ellenfél Eredmény | Ellenfél Eredmény             | Ellenfél Eredmény              | Ellenfél Eredmény            | Helyezés |
| --------------- | ----------- | ----------------- | ----------------------------- | ------------------------------ | ---------------------------- | -------- |
| Nouchka Fontijn | Középsúly   | erőnyerő          | Savannah Marshall (GBR) · 2-0 | Li Csien (Li Qian) (CHN) · 2-1 | Claressa Shields (USA) · 0-3 |          |

## Röplabda

### Női
| Holland női röplabdacsapat-játékoskeret                                                          | Holland női röplabdacsapat-játékoskeret                                                                 |
| ------------------------------------------------------------------------------------------------ | --- |
| - Yvon Beliën - Anne Buijs - Robin de Kruijf - Laura Dijkema - Maret Grothues - Judith Pietersen | - Celeste Plak - Myrthe Schoot - Lonneke Slöetjes - Debby Stam - Quinta Steenbergen - Femke Stoltenborg |

#### Eredmények
Csoportkör
B csoport
|       |                        | Mérkőzések | Mérkőzések | Mérkőzések | Mérkőzések | Szettek | Szettek | Szettek | Pontok | Pontok | Pontok |
| Hely. | Csapat                 | M          | Gy         | V          | Pont       | Sz+     | Sz–     | SzA     | P+     | P–     | PA     |
| ----- | ---------------------- | ---------- | ---------- | ---------- | ---------- | ------- | ------- | ------- | ------ | ------ | ------ |
| 1.    | Egyesült Államok (USA) | 5          | 5          | 0          | 14         | 15      | 5       | 3,000   | 470    | 400    | 1,175  |
| 2.    | Hollandia (NED)        | 5          | 4          | 1          | 11         | 14      | 7       | 2,000   | 455    | 425    | 1,071  |
| 3.    | Szerbia (SRB)          | 5          | 3          | 2          | 10         | 12      | 6       | 2,000   | 410    | 394    | 1,041  |
| 4.    | Kína (CHN)             | 5          | 2          | 3          | 7          | 9       | 9       | 1,000   | 398    | 389    | 1,023  |
| 5.    | Olaszország (ITA)      | 5          | 1          | 4          | 3          | 4       | 12      | 0,333   | 351    | 374    | 0,939  |
| 6.    | Puerto Rico (PUR)      | 5          | 0          | 5          | 0          | 0       | 15      | 0,000   | 277    | 379    | 0,731  |

| 2016. augusztus 6. 11:35 (16:35) | Kína (CHN)                                      | 2–3 | Hollandia (NED) | Ginásio do Maracanãzinho, Rio de Janeiro Nézőszám: 6410 Játékvezető: Susana Rodríguez (ESP), Paulo Turci (BRA) |
| 2016. augusztus 6. 11:35 (16:35) | (23–25, 25–21, 25–18, 22–25, 13–15) Jegyzőkönyv |     |                 | Ginásio do Maracanãzinho, Rio de Janeiro Nézőszám: 6410 Játékvezető: Susana Rodríguez (ESP), Paulo Turci (BRA) |

| 2016. augusztus 8. 15:00 (20:00) | Egyesült Államok (USA)                         | 3–2 | Hollandia (NED) | Ginásio do Maracanãzinho, Rio de Janeiro Nézőszám: 5455 Játékvezető: Mohammad Shahmiri (IRI), Juraj Mokrý (SVK) |
| 2016. augusztus 8. 15:00 (20:00) | (18–25, 25–18, 21–25, 25–20, 15–8) Jegyzőkönyv |     |                 | Ginásio do Maracanãzinho, Rio de Janeiro Nézőszám: 5455 Játékvezető: Mohammad Shahmiri (IRI), Juraj Mokrý (SVK) |

| 2016. augusztus 10. 11:35 (16:35) | Olaszország (ITA)                 | 0–3 | Hollandia (NED) | Ginásio do Maracanãzinho, Rio de Janeiro Nézőszám: 5539 Játékvezető: Juraj Mokrý (SVK), Nasr Shaaban (EGY) |
| 2016. augusztus 10. 11:35 (16:35) | (21–25, 20–25, 20–25) Jegyzőkönyv |     |                 | Ginásio do Maracanãzinho, Rio de Janeiro Nézőszám: 5539 Játékvezető: Juraj Mokrý (SVK), Nasr Shaaban (EGY) |

| 2016. augusztus 12. 17:05 (22:05) | Hollandia (NED)                   | 3–0 | Puerto Rico (PUR) | Ginásio do Maracanãzinho, Rio de Janeiro Nézőszám: 6742 Játékvezető: Ibrahim Al-Naama (QAT), Hernán Casamiquela (ARG) |
| 2016. augusztus 12. 17:05 (22:05) | (25–14, 25–22, 25–16) Jegyzőkönyv |     |                   | Ginásio do Maracanãzinho, Rio de Janeiro Nézőszám: 6742 Játékvezető: Ibrahim Al-Naama (QAT), Hernán Casamiquela (ARG) |

| 2016. augusztus 14. 9:30 (14:30) | Szerbia (SRB)                                  | 2–3 | Hollandia (NED) | Ginásio do Maracanãzinho, Rio de Janeiro Nézőszám: 6387 Játékvezető: Susana Rodríguez (ESP), Andrey Zenovich (RUS) |
| 2016. augusztus 14. 9:30 (14:30) | (22–25, 20–25, 25–22, 25–18, 8–15) Jegyzőkönyv |     |                 | Ginásio do Maracanãzinho, Rio de Janeiro Nézőszám: 6387 Játékvezető: Susana Rodríguez (ESP), Andrey Zenovich (RUS) |

Negyeddöntő
| 2016. augusztus 16. 10:00 (15:00) | Dél-Korea (KOR)                          | 1–3 | Hollandia (NED) | Ginásio do Maracanãzinho, Rio de Janeiro Nézőszám: 6351 Játékvezető: Patricia Rolf (USA), Nasr Shaaban (EGY) |
| 2016. augusztus 16. 10:00 (15:00) | (19–25, 14–25, 25–23, 20–25) Jegyzőkönyv |     |                 | Ginásio do Maracanãzinho, Rio de Janeiro Nézőszám: 6351 Játékvezető: Patricia Rolf (USA), Nasr Shaaban (EGY) |

Elődöntő
| 2016. augusztus 18. 22:15 (3:15) | Kína (CHN)                               | 3–1 | Hollandia (NED) | Ginásio do Maracanãzinho, Rio de Janeiro Nézőszám: 8411 Játékvezető: Luis Macias (MEX), Fabrizio Pasquali (ITA) |
| 2016. augusztus 18. 22:15 (3:15) | (27–25, 23–25, 29–27, 25–23) Jegyzőkönyv |     |                 | Ginásio do Maracanãzinho, Rio de Janeiro Nézőszám: 8411 Játékvezető: Luis Macias (MEX), Fabrizio Pasquali (ITA) |

Bronzmérkőzés
| 2016. augusztus 20. 13:00 (18:00) | Hollandia (NED)                          | 1–3 | Egyesült Államok (USA) | Ginásio do Maracanãzinho, Rio de Janeiro Nézőszám: 7897 Játékvezető: Paulo Turci (BRA), Piotr Dudek (POL) |
| 2016. augusztus 20. 13:00 (18:00) | (23–25, 27–25, 22–25, 19–25) Jegyzőkönyv |     |                        | Ginásio do Maracanãzinho, Rio de Janeiro Nézőszám: 7897 Játékvezető: Paulo Turci (BRA), Piotr Dudek (POL) |

| Csapat          | Helyezés |
| --------------- | -------- |
| Hollandia (NED) | 4.       |

### Strandröplabda

#### Férfi
| Versenyző                               | Csoportkör | Csoportkör | 16 közé jutásért  | Nyolcaddöntő                                                   | Negyeddöntő                                                                | Elődöntő                                                                    | Döntő                                                                                                 | Helyezés |
| Versenyző                               | Ellenfél Eredmény | Hely.      | Ellenfél Eredmény | Ellenfél Eredmény                                              | Ellenfél Eredmény                                                          | Ellenfél Eredmény                                                           | Ellenfél Eredmény                                                                                     | Helyezés |
| --------------------------------------- | --- | ---------- | ----------------- | -------------------------------------------------------------- | -------------------------------------------------------------------------- | --------------------------------------------------------------------------- | --- | -------- |
| Alexander Brouwer Robert Meeuwsen       | B csoport · Oroszország (RUS) · Dmitrij Barszuk · Nyikita Ljamin · 21–15, 21–14 · Németország (GER) · Markus Böckermann · Lars Flüggen · 21–19, 17–21, 16–14 · Lengyelország (POL) · Piotr Kantor · Bartosz Łosiak · 21–19, 21–19                     | 1.         |                   | Kanada (CAN) · Ben Saxton · Chaim Schalk · 21–12, 21–15        | Hollandia (NED) · Reinder Nummerdor · Christiaan Varenhorst · 25–23, 21–17 | Brazília (BRA) · Alison Cerutti · Bruno Oscar Schmidt · 17–21, 23–21, 14–16 | Bronzmérkőzés · Oroszország (RUS) · Vjacseszlav Kraszilnyikov · Konsztantyin Szemjonov · 23–21, 22–20 |          |
| Reinder Nummerdor Christiaan Varenhorst | E csoport · Chile (CHI) · Esteban Grimalt · Marco Grimalt · 21–16, 21–13 · Lengyelország (POL) · Grzegorz Fijałek · Mariusz Prudel · 21–17, 19–21, 15–9 · Oroszország (RUS) · Vjacseszlav Kraszilnyikov · Konsztantyin Szemjonov · 15–21, 21–14, 9–15 | 2.         |                   | Mexikó (MEX) · Lombardo Ontiveros · Juan Virgen · 21–18, 21–15 | Hollandia (NED) · Alexander Brouwer · Robert Meeuwsen · 23–25, 17–21       | kiesett                                                                     | kiesett                                                                                               | 5.       |

#### Női
| Versenyző                               | Csoportkör | Csoportkör | 16 közé jutásért  | Nyolcaddöntő                                                        | Negyeddöntő       | Elődöntő          | Döntő             | Helyezés |
| Versenyző                               | Ellenfél Eredmény | Hely.      | Ellenfél Eredmény | Ellenfél Eredmény                                                   | Ellenfél Eredmény | Ellenfél Eredmény | Ellenfél Eredmény | Helyezés |
| --------------------------------------- | --- | ---------- | ----------------- | ------------------------------------------------------------------- | ----------------- | ----------------- | ----------------- | -------- |
| Jantine van der Vlist Sophie van Gestel | E csoport · Kanada (CAN) · Heather Bansley · Sarah Pavan · 15–21, 17–21 · Németország (GER) · Karla Borger · Britta Büthe · 19–21, 14–21 · Svájc (SUI) · Joana Heidrich · Nadine Zumkehr · 21–17, 11–21, 8–15                | 4.         | kiesett           | kiesett                                                             | kiesett           | kiesett           | kiesett           | 19.      |
| Madelein Meppelink Marleen van Iersel   | F csoport · Venezuela (VEN) · Norisbeth Agudo · Olaya Pérez Pazo · 21–17, 21–11 · Costa Rica (CRC) · Natalia Alfaro · Karen Charles · 21–16, 21–16 · Ausztrália (AUS) · Louise Bawden · Taliqua Clancy · 25–27, 21–18, 14–16 | 2.         |                   | Svájc (SUI) · Joana Heidrich · Nadine Zumkehr · 21–19, 13–21, 10–15 | kiesett           | kiesett           | kiesett           | 9.       |

## Taekwondo
Női
| Versenyző      | Versenyszám | Nyolcaddöntő             | Negyeddöntő                 | Elődöntő          | Vigaszág elődöntő | Bronz- mérkőzés   | Döntő             | Helyezés |
| Versenyző      | Versenyszám | Ellenfél Eredmény        | Ellenfél Eredmény           | Ellenfél Eredmény | Ellenfél Eredmény | Ellenfél Eredmény | Ellenfél Eredmény | Helyezés |
| -------------- | ----------- | ------------------------ | --------------------------- | ----------------- | ----------------- | ----------------- | ----------------- | -------- |
| Reshmie Oogink | Nehézsúly   | Sorn Seavmey (CAM) · 7-1 | Jackie Galloway (USA) · 1-1 | kiesett           |                   |                   |                   | 9.       |

## Tenisz
Férfi
| Versenyző                     | Versenyszám | 64-es főtábla               | 32-es főtábla                                              | Nyolcaddöntő      | Negyeddöntő       | Elődöntő          | Bronz- mérkőzés   | Döntő             | Helyezés |
| Versenyző                     | Versenyszám | Ellenfél Eredmény           | Ellenfél Eredmény                                          | Ellenfél Eredmény | Ellenfél Eredmény | Ellenfél Eredmény | Ellenfél Eredmény | Ellenfél Eredmény | Helyezés |
| ----------------------------- | ----------- | --------------------------- | ---------------------------------------------------------- | ----------------- | ----------------- | ----------------- | ----------------- | ----------------- | -------- |
| Robin Haase                   | Egyes       | João Sousa (POR) · 1-6, 5-7 | kiesett                                                    | kiesett           | kiesett           | kiesett           | kiesett           | kiesett           | 33.      |
| Robin Haase Jean-Julien Rojer | Páros       |                             | Spanyolország (ESP) · Marc López · Rafael Nadal · 4-6, 4-6 | kiesett           | kiesett           | kiesett           | kiesett           | kiesett           | 17.      |

Női
| Versenyző    | Versenyszám | 64-es főtábla                     | 32-es főtábla     | Nyolcaddöntő      | Negyeddöntő       | Elődöntő          | Bronz- mérkőzés   | Döntő             | Helyezés |
| Versenyző    | Versenyszám | Ellenfél Eredmény                 | Ellenfél Eredmény | Ellenfél Eredmény | Ellenfél Eredmény | Ellenfél Eredmény | Ellenfél Eredmény | Ellenfél Eredmény | Helyezés |
| ------------ | ----------- | --------------------------------- | ----------------- | ----------------- | ----------------- | ----------------- | ----------------- | ----------------- | -------- |
| Kiki Bertens | Egyes       | Sara Errani (ITA) · 6-4, 4-6, 3-6 | kiesett           | kiesett           | kiesett           | kiesett           | kiesett           | kiesett           | 33.      |

Vegyes
| Versenyző                      | Versenyszám | Nyolcaddöntő                                                                        | Negyeddöntő       | Elődöntő          | Bronz- mérkőzés   | Döntő             | Helyezés |
| Versenyző                      | Versenyszám | Ellenfél Eredmény                                                                   | Ellenfél Eredmény | Ellenfél Eredmény | Ellenfél Eredmény | Ellenfél Eredmény | Helyezés |
| ------------------------------ | ----------- | ----------------------------------------------------------------------------------- | ----------------- | ----------------- | ----------------- | ----------------- | -------- |
| Kiki Bertens Jean-Julien Rojer | Páros       | Egyesült Államok (USA) · Rajeev Ram · Venus Williams · 7-6(7–4), 6-7(3–7), [8]–[10] | kiesett           | kiesett           | kiesett           | kiesett           | 9.       |

## Tollaslabda
| Versenyző                 | Versenyszám  | Csoportkör | Csoportkör | Negyeddöntő                                                                                                 | Elődöntő          | Bronz- mérkőzés   | Döntő             | Helyezés |
| Versenyző                 | Versenyszám  | Ellenfél Eredmény | Hely.      | Ellenfél Eredmény                                                                                           | Ellenfél Eredmény | Ellenfél Eredmény | Ellenfél Eredmény | Helyezés |
| ------------------------- | ------------ | --- | ---------- | --- | ----------------- | ----------------- | ----------------- | -------- |
| Eefje Muskens Selena Piek | Női páros    | A csoport · Thaiföld (THA) · Puttita Supajirakul · Sapsiree Taerattanachai · 21–13, 22–20 · India (IND) · Dzsvála Gutta · Ásvini Ponnappa · 21–16, 16–21, 21–17 · Japán (JPN) · Macutomo Miszaki · Takahasi Ajaka · 9–21, 11–21 | 2.         | Dél-Korea (KOR) · Csong Gjongun (Jeong Gyeong-eun) · Sin Szungcshan (Shin Seung-chan) · 13–21, 22–20, 14–21 | kiesett           | kiesett           | kiesett           | 5.       |
| Jacco Arends Selena Piek  | Vegyes páros | D csoport · Japán (JPN) · Kazuno Kenta · Kurihara Ajane · 14–21, 19–21 · Dél-Korea (KOR) · Kim Hana · Ko Szonghjon · 10–21, 10–21 · Egyesült Államok (USA) · Phillip Chew · Jamie Subandhi · 21–15, 21–19                       | 3.         | kiesett | kiesett           | kiesett           | kiesett           | 9.       |

## Torna
Férfi
| Versenyző                                                                | Versenyszám      | Selejtező | Selejtező | Döntő        | Döntő        |
| Versenyző                                                                | Versenyszám      | Pontszám  | Helyezés  | Pontszám     | Helyezés     |
| ------------------------------------------------------------------------ | ---------------- | --------- | --------- | ------------ | ------------ |
| Bart Deurloo                                                             | Talaj            | 14,000    | 46.       | kiesett      | kiesett      |
| Bart Deurloo                                                             | Korlát           | 14,566    | 42.       | kiesett      | kiesett      |
| Bart Deurloo                                                             | Nyújtó           | 15,100    | 10.       | kiesett      | kiesett      |
| Bart Deurloo                                                             | Gyűrű            | 14,266    | 35.       | kiesett      | kiesett      |
| Bart Deurloo                                                             | Lólengés         | 14,200    | 36.       | kiesett      | kiesett      |
| Bart Deurloo                                                             | Egyéni összetett | 86,990    | 14.       | 87,598       | 15.          |
| Yuri van Gelder                                                          | Gyűrű            | 15,333    | 8.        | visszalépett | visszalépett |
| Frank Rijken                                                             | Talaj            | 13,866    | 52.       | kiesett      | kiesett      |
| Frank Rijken                                                             | Korlát           | 14,500    | 44.       | kiesett      | kiesett      |
| Frank Rijken                                                             | Nyújtó           | 14,033    | 45.       | kiesett      | kiesett      |
| Frank Rijken                                                             | Gyűrű            | 13,700    | 54.       | kiesett      | kiesett      |
| Frank Rijken                                                             | Lólengés         | 13,966    | 43.       | kiesett      | kiesett      |
| Frank Rijken                                                             | Egyéni összetett | 84,265    | 33.       | kiesett      | kiesett      |
| Jeffrey Wammes                                                           | Talaj            | 14,533    | 29.       | kiesett      | kiesett      |
| Jeffrey Wammes                                                           | Korlát           | 14,333    | 47.       | kiesett      | kiesett      |
| Jeffrey Wammes                                                           | Nyújtó           | 14,066    | 41.*      | kiesett      | kiesett      |
| Jeffrey Wammes                                                           | Gyűrű            | 12,941    | 69.       | kiesett      | kiesett      |
| Jeffrey Wammes                                                           | Lólengés         | 11,933    | 70.       | kiesett      | kiesett      |
| Jeffrey Wammes                                                           | Egyéni összetett | 82,706    | 40.       | kiesett      | kiesett      |
| Epke Zonderland                                                          | Nyújtó           | 15,366    | 3.        | 14,033       | 7.           |
| Bart Deurloo Yuri van Gelder Frank Rijken Jeffrey Wammes Epke Zonderland | Csapat összetett | 257,686   | 10.       | kiesett      | kiesett      |

Női
| Versenyző                                                                    | Versenyszám      | Selejtező | Selejtező | Döntő    | Döntő    |
| Versenyző                                                                    | Versenyszám      | Pontszám  | Helyezés  | Pontszám | Helyezés |
| ---------------------------------------------------------------------------- | ---------------- | --------- | --------- | -------- | -------- |
| Céline van Gerner                                                            | Talaj            | 13,716    | 31.       | kiesett  | kiesett  |
| Céline van Gerner                                                            | Felemás korlát   | 14,533    | 29.       | kiesett  | kiesett  |
| Céline van Gerner                                                            | Gerenda          | 13,800    | 35.       | kiesett  | kiesett  |
| Céline van Gerner                                                            | Egyéni összetett | 55,815    | 25.       | kiesett  | kiesett  |
| Vera van Pol                                                                 | Talaj            | 13,500    | 40.*      | kiesett  | kiesett  |
| Eythora Thorsdottir                                                          | Talaj            | 13,633    | 36.       | kiesett  | kiesett  |
| Eythora Thorsdottir                                                          | Felemás korlát   | 14,733    | 21.       | kiesett  | kiesett  |
| Eythora Thorsdottir                                                          | Gerenda          | 14,300    | 18.       | kiesett  | kiesett  |
| Eythora Thorsdottir                                                          | Egyéni összetett | 57,566    | 8.        | 57,632   | 9.       |
| Lieke Wevers                                                                 | Talaj            | 13,850    | 27.       | kiesett  | kiesett  |
| Lieke Wevers                                                                 | Felemás korlát   | 14,600    | 27.       | kiesett  | kiesett  |
| Lieke Wevers                                                                 | Gerenda          | 14,366    | 16.       | kiesett  | kiesett  |
| Lieke Wevers                                                                 | Egyéni összetett | 56,782    | 17.       | 55,865   | 20.      |
| Sanne Wevers                                                                 | Felemás korlát   | 14,408    | 32.       | kiesett  | kiesett  |
| Sanne Wevers                                                                 | Gerenda          | 15,066    | 4.        | 15,466   |          |
| Céline van Gerner Vera van Pol Eythora Thorsdottir Lieke Wevers Sanne Wevers | Csapat összetett | 171,929   | 8.        | 172,447  | 7.       |

* - egy másik versenyzővel azonos eredményt ért el

## Triatlon
| Versenyző     | Versenyszám | 1,5 km úszás | Depózás 1 | 40 km kerékpározás | Depózás 2 | 10 km futás | Összesítés | Összesítés |
| Versenyző     | Versenyszám | Idő          | Idő       | Idő                | Idő       | Idő         | Idő        | Helyezés   |
| ------------- | ----------- | ------------ | --------- | ------------------ | --------- | ----------- | ---------- | ---------- |
| Rachel Klamer | Női         | 19:10        | 1:00      | 1:01:19            | 0:48      | 36:38       | 1:58:55    | 10.        |

## Úszás
Férfi
| Versenyző                                                                         | Versenyszám      | Előfutam | Előfutam | Előfutam | Elődöntő | Elődöntő | Elődöntő | Döntő     | Döntő    |
| Versenyző                                                                         | Versenyszám      | Idő      | Hely.    | Össz.    | Idő      | Hely.    | Össz.    | Idő       | Helyezés |
| --------------------------------------------------------------------------------- | ---------------- | -------- | -------- | -------- | -------- | -------- | -------- | --------- | -------- |
| Sebastiaan Verschuren                                                             | 100 m gyors      | 48,51    | 4.       | 12.      | 48,28    | 5.       | 10.*     | kiesett   | kiesett  |
| Sebastiaan Verschuren                                                             | 200 m gyors      | 1:46,32  | 3.       | 8.       | 1:46,34  | 5.       | 11.      | kiesett   | kiesett  |
| Dion Dreesens                                                                     | 200 m gyors      | 1:47,76  | 7.       | 27.      | kiesett  | kiesett  | kiesett  | kiesett   | kiesett  |
| Maarten Brzoskowski                                                               | 400 m gyors      | 3:48,00  | 4.       | 18.      |          |          |          | kiesett   | kiesett  |
| Joeri Verlinden                                                                   | 100 m pillangó   | 52,48    | 5.       | 22.      | kiesett  | kiesett  | kiesett  | kiesett   | kiesett  |
| Dion Dreesens Sebastiaan Verschuren Ben Schwietert Kyle Stolk Maarten Brzoskowski | 4 × 200 m gyors  | 7:09,16  | 2.       | 8.       |          |          |          | 7:09,10   | 7.       |
| Ferry Weertman                                                                    | 10 km nyílt vízi |          |          |          |          |          |          | 1:52:59,8 |          |

Női
| Versenyző                                                                            | Versenyszám      | Előfutam | Előfutam | Előfutam | Elődöntő | Elődöntő | Elődöntő | Döntő     | Döntő    |
| Versenyző                                                                            | Versenyszám      | Idő      | Hely.    | Össz.    | Idő      | Hely.    | Össz.    | Idő       | Helyezés |
| ------------------------------------------------------------------------------------ | ---------------- | -------- | -------- | -------- | -------- | -------- | -------- | --------- | -------- |
| Inge Dekker                                                                          | 50 m gyors       | 24,77    | 1.       | 13.**    | 25,31    | 8.       | 16.      | kiesett   | kiesett  |
| Ranomi Kromowidjojo                                                                  | 50 m gyors       | 24,57    | 3.*      | 8.*      | 24,39    | 3.       | 3.       | 24,19     | 6.       |
| Ranomi Kromowidjojo                                                                  | 100 m gyors      | 53,43    | 2.       | 4.       | 53,42    | 4.       | 7.       | 53,08     | 5.       |
| Femke Heemskerk                                                                      | 100 m gyors      | 54,63    | 5.       | 20.      | kiesett  | kiesett  | kiesett  | kiesett   | kiesett  |
| Femke Heemskerk                                                                      | 200 m gyors      | 1:57,68  | 5.       | 15.      | 1:57,82  | 8.       | 16.      | kiesett   | kiesett  |
| Robin Neumann                                                                        | 200 m gyors      | 1:59,23  | 8.       | 26.      | kiesett  | kiesett  | kiesett  | kiesett   | kiesett  |
| Sharon van Rouwendaal                                                                | 400 m gyors      | 4:11,44  | 7.       | 19.      |          |          |          | kiesett   | kiesett  |
| Sharon van Rouwendaal                                                                | 10 km nyílt vízi |          |          |          |          |          |          | 1:56:32,1 |          |
| Kira Toussaint                                                                       | 100 m hát        | 1:01,17  | 5.       | 18.      | kiesett  | kiesett  | kiesett  | kiesett   | kiesett  |
| Marrit Steenbergen                                                                   | 200 m vegyes     | 2:16,59  | 5.       | 34.      | kiesett  | kiesett  | kiesett  | kiesett   | kiesett  |
| Inge Dekker Ranomi Kromowidjojo Femke Heemskerk Marrit Steenbergen Maud van der Meer | 4 × 100 m gyors  | 3:35,94  | 2.       | 5.       |          |          |          | 3:33,81   | 4.       |
| Marrit Steenbergen Esmee Vermeulen Andrea Kneppers Robin Neumann                     | 4 × 200 m gyors  | 7:58,74  | 7.       | 14.      |          |          |          | kiesett   | kiesett  |

* - egy másik versenyzővel azonos időt ért el

** - két másik versenyzővel azonos időt ért el

## Vitorlázás
Férfi
| Versenyző                | Versenyszám     | Futam | Futam | Futam | Futam | Futam | Futam | Futam | Futam | Futam | Futam | Futam | Futam | Futam | Pontszám | Helyezés |
| Versenyző                | Versenyszám     | 1     | 2     | 3     | 4     | 5     | 6     | 7     | 8     | 9     | 10    | 11    | 12    | É     | Pontszám | Helyezés |
| ------------------------ | --------------- | ----- | ----- | ----- | ----- | ----- | ----- | ----- | ----- | ----- | ----- | ----- | ----- | ----- | -------- | -------- |
| Dorian van Rijsselberghe | Szörfvitorlázás | 5     | 3     | 1     | 4     | 1     | 1     | 4     | 1     | 1     | 1     | 1     | (6)   | 2     | 25       |          |
| Pieter-Jan Postma        | Finn dingi      | 14    | 13    | 12    | 4     | 4     | 6     | 14    | 1     | 19    | (24)  |       |       | 18    | 105      | 10.      |
| Rutger van Schaardenburg | Laser           | 3     | 21    | (24)  | 8     | 1     | 4     | 22    | 4     | 21    | 24    |       |       | 10    | 118      | 9.       |

Női
| Versenyző                         | Versenyszám     | Futam | Futam | Futam | Futam | Futam | Futam | Futam | Futam | Futam | Futam | Futam | Futam | Futam | Pontszám | Helyezés |
| Versenyző                         | Versenyszám     | 1     | 2     | 3     | 4     | 5     | 6     | 7     | 8     | 9     | 10    | 11    | 12    | É     | Pontszám | Helyezés |
| --------------------------------- | --------------- | ----- | ----- | ----- | ----- | ----- | ----- | ----- | ----- | ----- | ----- | ----- | ----- | ----- | -------- | -------- |
| Lilian de Geus                    | Szörfvitorlázás | 3     | 4     | 14    | 3     | 3     | 7     | 15    | (19)  | 5     | 2     | 7     | 5     | 2     | 70       | 4.       |
| Marit Bouwmeester                 | Laser radial    | 6     | 4     | (14)  | 4     | 1     | 6     | 6     | 13    | 5     | 2     |       |       | 14    | 61       |          |
| Anneloes van Veen Afrodite Zegers | 470-es osztály  | (15)  | 2     | 8     | 8     | 14    | 4     | 11    | 2     | 3     | 7     |       |       | 4     | 63       | 4.       |
| Annemiek Bekkering Annette Duetz  | 49erFX osztály  | (21)  | 10    | 12    | 3     | 8     | 3     | 5     | 7     | 13    | 11    | 3     | 10    | 12    | 97       | 7.       |

Vegyes
| Versenyző                   | Versenyszám | Futam | Futam | Futam | Futam | Futam | Futam | Futam | Futam | Futam | Futam | Futam | Futam | Futam   | Pontszám | Helyezés |
| Versenyző                   | Versenyszám | 1     | 2     | 3     | 4     | 5     | 6     | 7     | 8     | 9     | 10    | 11    | 12    | É       | Pontszám | Helyezés |
| --------------------------- | ----------- | ----- | ----- | ----- | ----- | ----- | ----- | ----- | ----- | ----- | ----- | ----- | ----- | ------- | -------- | -------- |
| Coen de Koning Mandy Mulder | Nacra 17    | 5     | 11    | (21)  | 11    | 7     | 14    | 7     | 21    | 6     | 14    | 3     | 13    | kiesett | 112      | 14.      |

## Vívás
Férfi
| Versenyző     | Versenyszám       | Selejtező         | 32-es főtábla               | Nyolcaddöntő      | Negyeddöntő       | Elődöntő          | Bronz- mérkőzés   | Döntő             | Helyezés |
| Versenyző     | Versenyszám       | Ellenfél Eredmény | Ellenfél Eredmény           | Ellenfél Eredmény | Ellenfél Eredmény | Ellenfél Eredmény | Ellenfél Eredmény | Ellenfél Eredmény | Helyezés |
| ------------- | ----------------- | ----------------- | --------------------------- | ----------------- | ----------------- | ----------------- | ----------------- | ----------------- | -------- |
| Bas Verwijlen | Párbajtőr, egyéni | erőnyerő          | Anton Avgyejev (RUS) · 9-15 | kiesett           | kiesett           | kiesett           | kiesett           | kiesett           | 18.      |